# 西日本電線
西日本電線株式会社（にしにっぽんでんせん）は、大分県大分市に本社を置く電線・ケーブルの製造及び販売を行う企業である。

## 概要
鋼線、アルミ線、銅線などの電線・ケーブル、光ファイバケーブルなどの製造及び販売を行っている。
大分県大分市大字駄原に本社及び大分事業所を置くほか大分県由布市挾間町、千葉県成田市に事業所を有する。

## 沿革
- 1950年（昭和25年）6月 - 三井三池炭鉱の技師であった島内大蔵（しまのうちだいぞう）氏によって設立、熔銅・圧延・伸線の3工場で裸電線を製造開始。電気通信省指定工場となる。
- 1951年（昭和26年）9月 - 日本国有鉄道指定工場となる。
- 1953年（昭和28年）
  - 3月 - 三井金属鉱業と提携。
  - 4月 - 九州電力指定推奨工場となる。
- 1954年（昭和29年）
  - 2月 - 関西電力指定推奨工場となる。
  - 5月 - 中国電力指定推奨工場となる。
  - 6月 - 東京電力、四国電力指定推奨工場となる。
- 1957年（昭和32年）6月 - 中部電力指定推奨工場となる。
- 1959年（昭和34年）12月 - 北陸電力指定推奨工場となる。
- 1964年（昭和39年）
  - 9月 - 北海道電力指定推奨工場となる。
  - 12月 - 東北電力指定推奨工場となる。
- 1982年（昭和57年）7月 - フジクラと提携。
- 1994年（平成6年）1月 - 挾間工場稼動。
- 1996年（平成8年）
  - 3月 - 本社工場がISO 9001取得。
  - 7月 - 日本電信電話へアクセス系SM型光ファイバWBケーブルを納入開始。
- 1999年（平成11年）6月 - 全工場がISO 14001取得。
- 2003年（平成15年）5月 - マレーシアにNISHIDEN(MALAYSIA)SDN.BHD.を設立。
- 2005年（平成17年）1月 - 共同事業会社である株式会社フジクラ・ダイヤケーブルへ出資。
- 2015年（平成27年）6月 - 千葉事業所開設。
- 2020年（令和2年）5月 - 創立70周年を迎える。

## 事業所所在地
- 本社・大分事業所： 大分県大分市春日浦
- 挟間事業所： 大分県由布市挟間町
- 千葉事業所： 千葉県成田市成井
- 支店： 東京・大阪・福岡

## 関連会社
- 西電デンソー